# Callicostella tristis
Callicostella tristis är en bladmossart som beskrevs av Brotherus 1907. Callicostella tristis ingår i släktet Callicostella och familjen Hookeriaceae. Inga underarter finns listade i Catalogue of Life.